# Seilbahn Riddes–Isérables
Die Seilbahn Riddes–Isérables (frz. téléférique Riddes–Isérables) ist eine Luftseilbahn zwischen dem im Rhônetal gelegenen Ort Riddes im Kanton Wallis in der Schweiz und dem südöstlich hoch über einem engen Seitental gelegenen Bergdorf Isérables, das aufgrund seiner Lage lange Zeit isoliert und nur auf Bergpfaden zu erreichen war.
Dies änderte sich erst, als die Firma Von Roll im Jahr 1941 eine Pendelbahn von dem in rund 490 m Höhe gelegenen Riddes zu dem 1100 m hohen Isérables baute und damit erstmals eine einfache und schnelle Verbindung zwischen den beiden Orten bestand. Die Seilbahn behielt ihre Bedeutung auch, als Mitte der 1960er Jahre eine Strasse gebaut wurde, die das steile Gelände aber in vielen Kurven und mit einem grossen Umweg überwindet. Sie dient nach wie vor in erster Linie dem öffentlichen Personennahverkehr.
Die Bahn überwindet den Höhenunterschied von 614 m über eine horizontale Strecke von 1850 m. Sie hatte ein über drei Stützen laufendes Tragseil und ein Zugseil. Ihre beiden Kabinen fassten je 12 Personen und erreichten damit eine Förderkapazität von 160 Pers./h bei einer Fahrzeit von 8 Minuten.
1988 wurde die Bahn zwar dem aktuellen Sicherheitsstandard angepasst, verkehrte aber praktisch unverändert bis 2009, als man sie abbrach und innerhalb von acht Monaten durch einen Neubau ersetzte. Die von Doppelmayr/Garaventa erstellte neue Anlage fährt mit zwei von Gangloff gelieferten 25-Personen-Kabinen an zwei Tragseilen (37 mm) mit einem Zugseil (26 mm) bei einer schrägen Länge von 1977 m über nur noch eine Stütze. Die Kabinen sind behindertengerecht und fahren ohne Kabinenbegleiter. Für den Warentransport können Transportwagen mit 2 t Tragkraft unter die Kabinen gehängt werden. Da die Gebäude der Stationen unter Denkmalschutz stehen, musste die grössere und schwerere Anlage an die beengten Platzverhältnisse angepasst werden. Sie hat deshalb einen Bahnsteig, dessen Plattform sich verschiebt, je nachdem, welche Kabine in die Station einfährt. Die neue Seilbahn wurde am 22. August 2009 eingeweiht und zwei Tage später eröffnet. Sie legt die Strecke in nur noch sechs Minuten zurück und fährt nach Fahrplan zwischen 6:00 h und 20:30 h. Jeden ersten Dienstag im Monat bleibt sie wegen Revisionsarbeiten geschlossen.
Die Seilbahn kreuzt vier Hochspannungsleitungen, die durch Gerüste vor einem möglichen Herunterfallen der Seile geschützt werden.